# Instytut Nafty i Gazu – Państwowy Instytut Badawczy
Instytut Nafty i Gazu – Państwowy Instytut Badawczy – jednostka badawczo-rozwojowa działająca na podstawie rozporządzenia ministra gospodarki, stanowiąca bazę badawczo-naukową dla polskiego przemysłu naftowego i gazowniczego. Siedziba Instytutu mieści się w Krakowie przy ul. Lubicz 25 A.

## Historia
Instytut Nafty i Gazu – Państwowy Instytut Badawczy został założony (jako Instytut Naftowy) 29 listopada 1944 na podstawie dokumentu wydanego przez Państwowy Urząd Naftowy. Działalność instytutu rozpoczęła się 7 stycznia 1945 w Krośnie. Po trzech latach siedziba instytutu została przeniesiona do Krakowa, gdzie mieści się do dzisiaj. Z dniem 31 grudnia 1975 Instytut Naftowy połączono z Instytutem Gazownictwa w Warszawie, tworząc Instytut Górnictwa Naftowego i Gazownictwa z siedzibą w Krakowie oraz oddziałami w Warszawie i Krośnie. W dniu 1 lutego 2004 zmieniono nazwę instytutu na obecnie obowiązująca – Instytut Nafty i Gazu.
Od 1 stycznia 2008 do Instytutu Nafty i Gazu włączono Instytut Technologii Nafty. Obecnie w Instytucie pracuje ok. 400 pracowników. W dniu 24 października 2013 r. rozporządzeniem Rady Ministrów Instytutowi Nafty i Gazu nadano status państwowego instytutu badawczego. Od tego dnia Instytut używa nazwy „Instytut Nafty i Gazu – Państwowy Instytut Badawczy”, w skrócie INIG-PIB.
W 2015 r. Instytut obchodził 70-tą rocznicę powstania.
W swojej historii różne jednostki organizacyjne INiG-PIB występowały pod nazwami:
- Instytut Naftowy
- Instytut Gazownictwa
- Instytut Technologii Nafty
- Instytut Górnictwa Naftowego i Gazownictwa

## Struktura
Instytut Nafty i Gazu podzielony jest na 28 zakładów zgrupowanych w cztery piony:
- Pion Poszukiwania Złóż Węglowodorów:
  - Zakład Geofizyki Wiertniczej
  - Zakład Geologii i Geochemii
  - Zakład Sejsmiki
  - Zakład Mikrobiologii
  - Zakład Inżynierii Naftowej
  - Zakład Inżynierii Strzelniczej i Środowiskowej
- Pion Eksploatacji Złóż Węglowodorów:
  - Zakład Technologii Wiercenia
  - Zakład Badania Złóż Ropy i Gazu
  - Zakład Technologii Eksploatacji Płynów Złożowych
  - Zakład Stymulacji Wydobycia Węglowodorów
  - Zakład Stymulacji Złóż Węglowodorów i PMG
  - Zakład Podziemnego Magazynowania Gazu
  - Laboratorium Badań Środowiskowych
- Pion Gazownictwa:
  - Zakład Ochrony Środowiska
  - Zakład Przesyłania i Dystrybucji Gazu
  - Zakład Metrologii Przepływów
  - Zakład Użytkowania Paliw
  - Zakład Nawaniania Paliw Gazowych
- Pion Technologii Nafty:
  - Zakład Analiz Naftowych
  - Zakład Zrównoważonych Technologii Chemicznych
  - Zakład Olejów, Środków Smarowych i Asfaltów
  - Zakład Oceny Własności Eksploatacyjnych
  - Zakład Produkcji Doświadczalnej i Małotonażowej oraz Sprzedaży

Oprócz zakładów badawczych, w Instytucie działają: Biuro Certyfikacji (jednostka upoważniona do prowadzenia procedur oceny zgodności z dyrektywami Unii Europejskiej dotyczącymi: wymagań dla urządzeń spalających paliwa gazowe, zasadniczych wymagań dotyczących efektywności energetycznej nowych wodnych kotłów grzewczych, wyrobów budowlanych, zasadniczych wymagań dla przyrządów pomiarowych w zakresie gazomierzy i przeliczników do gazomierzy, zasadniczych wymagań dla urządzeń ciśnieniowych i zespołów urządzeń ciśnieniowych – dla I, II, III kategorii urządzeń), Dział Aprobat Technicznych (wydawanie Aprobat Technicznych na wyroby budowlane stosowane w sieciach i instalacjach paliw gazowych) oraz Centrum Funduszy Europejskich dla Energetyki (pełni rolę Instytucji Wdrażającej Program Infrastruktura i Środowisko 2014-2020 w ramach działania 7.1 Rozwój inteligentnych systemów magazynowania, przesyłu i dystrybucji energii).
Instytut posiada 17 laboratoriów akredytowanych przez Polskie Centrum Akredytacji (PCA) na zgodność z normą PN–EN ISO/lEC 17025:2005, wchodzące w struktury zakładów badawczych.
Instytut Nafty i Gazu – Państwowy Instytut Badawczy dysponuje ośrodkiem szkoleniowym, oferującym wysokospecjalistyczne szkolenia z zakresu branży paliwowej i gazowniczej.
Istotną funkcją Instytutu jest działalność wydawnicza. Wydawane periodyki: „Nafta-Gaz” (miesięcznik), „Prace Naukowe INiG-PIB” (monografie), a także „Rynek Polskiej Nafty i Gazu” (rocznik) służą upowszechnianiu wiedzy z zakresu szeroko pojętego gazownictwa oraz przetwórstwa ropy naftowej.

## Kierownictwo
Dyrektorem Instytutu jest Jan Brożek. Funkcję zastępców dyrektora pełnią kierownicy pionów:
- dr inż. Krzysztof Sowiżdżał – Zastępca Dyrektora ds. Poszukiwań Złóż Węglowodorów
- dr hab. inż. Piotr Kasza, prof. INiG-PIB – Zastępca Dyrektora ds. Eksploatacji Złóż Węglowodorów
- dr inż. Magdalena Żółty – Zastępca Dyrektora ds. Technologii Nafty
- dr Ewa Kukulska-Zając – Zastępca Dyrektora ds. Gazownictwa

Funkcje zarządzające pełni także Rada Naukowa Instytutu.